# Carlo Prinoth
Carlo Luigi Prinoth (ur. 20 czerwca 1942 w Ortisei) – włoski saneczkarz, złoty medalista mistrzostw świata.

## Kariera
Największy sukces w karierze Prinoth osiągnął w 1961 roku, kiedy w parze z Romanem Pichlerem zdobył złoty medal w dwójkach podczas mistrzostw świata w Girenbad. Był to jednak jedyny medal wywalczony przez niego na międzynarodowej imprezie tej rangi. Prinoth i Pichler wyprzedzili tam swym rodaków: swego brata – Raimondo Prinotha i Davida Marodera oraz parę austriacką: Helmut Thaler i Reinhold Senn. W 1964 roku wystąpił na igrzyskach olimpijskich w Innsbrucku, gdzie zajął siódme miejsce w jedynkach.